# رایموندو دل بالتسو
رایموندو دل بالتسو (ایتالیایی: Raimondo Del Balzo؛ ۱۷ ژانویهٔ ۱۹۳۹ – ۲۲ سپتامبر ۱۹۹۵) کارگردان فیلم، فیلم‌نامه‌نویس اهل ایتالیا بود. از فیلم‌ها یا مجموعه‌های تلویزیونی که وی در آن‌ها نقش داشته‌است می‌توان به اسبان سپید تابستان اشاره نمود.
وی که در رم به دنیا آمد، ابتدا به‌عنوان روزنامه‌نگار فعالیت کرد و سپس در سال ۱۹۶۷ وارد صنعت سینما شد و به عنوان فیلمنامه‌نویس فعالیت کرد. در سال ۱۹۷۳، با فیلم اولش به‌عنوان کارگردان، آخرین برف‌های بهار، موفقیت تجاری بزرگی کسب کرد که این موفقیت با اثر دومش، اسبان سپید تابستان، تأیید شد. این فیلم‌ها باعث شکل‌گیری یک زیرژانر ملودراماتیک به نام «فیلم اشک‌آور» شدند که معمولاً با داستان‌هایی دربارهٔ کودکان بدبخت و بیماری‌های کشنده شناخته می‌شود. احساساتی بودن قوی مشخصه آثار او بود، حتی در کارهای بعدی که البته در گیشه موفق نبودند. دل بالتسو بر اثر سرطان درگذشت، همان‌طور که شخصیت‌های اصلی دو فیلم اولش نیز این‌گونه بودند.